# Lavotchkin La-160
O Lavochkin La-160, conhecido como  Strelka (Flecha), foi o primeiro protótipo de pesquisa de caça a jato com asas em flecha soviético. Foi projetado e fabricado pela OKB Lavochkin a partir de 1946. Nome dado pela USAF - Type 6

## Projeto e desenvolvimento
O 160 era uma aeronave no estilo pod and boom, construída inteiramente de metal com trem de pouso triciclo, como o Lavotchkin La-152 mas com suas asas médias enflechadas a 35°, a 1/4 da corda. O motor com pós-combustão ficava "pendurado" sob o nariz com a entrada de ar no início do nariz e a exaustão abaixo da fuselagem traseira. O trem de pouso triciclo recolhia completamente para dentro da fuselagem (quase todas as aeronaves a jato tinham essa mesma configuração), o que permitia que a asa fosse construída mais fina e leve. Uma cauda convencional com 35° de enflechamento no estabilizador horizontal, ficava na parte mais traseira da aeronave. A asa era de baixo alongamento (com uma corda praticamente constante) com flaps e ailerons ocupando cada um metade de cada lado da asa, com duas aletas (wingfences) em cada lado.
Apesar de projetado para ser um caça, o 160 também serviria para pesquisas em voo de alta velocidade com aeronaves com asa enflechada, sobre o que se sabia muito pouco na década de 1940 - apenas a aeronave leve de 1945 à pistão, MiG-8 usava um ainda moderado grau de enflechamento antes disto. Seguindo de perto o desenho de seus protótipos de caça anteriores, Lavotchkin conseguiu produzir uma aeronave capaz de fornecer dados úteis e experiências em voos de alta velocidade próximos à velocidade do som.
O primeiro voo ocorreu em 24 de junho de 1947. Testes bem-sucedidos foram rapidamente seguidos por uma aparição pública no Show Aéreo do Dia da Aviação em 1947 em Tushino. Os testes continuaram até que a aeronave quebrou em voo, devido à vibração da asa, durante testes para estabelecer a velocidade máxima. A experiência obtida com o 160 estimulou os projetistas de aeronave soviéticos a desenhar caças com asas enflechadas, mas ainda com cautela.
O título 'Aeronave 160' foi usado anteriormente por Lavotchkin para um caça pesado bimotor a ser produzido ao mesmo tempo que o Lavotchkin La-150. Este projeto nasceu morto, mas levou à criação da série de caças bimotores I-21 por Alekseyev, após Alekseyev sair da Lavotchkin para liderar a OKB-21 em Gor'kiy.